# 卡塔尔埃米尔海军
卡塔尔埃米尔海军 (阿拉伯语: البحرية الأميري القطرية 罗马化: Al-Bahriyah Al-Amiriyah Al-Qatariyah)，是卡塔尔武装部队中的海军。其组织下还包括岸防部队、海岸警卫队、海军陆战队和特战部队。
近些年来，卡塔尔埃米尔海军与土耳其、意大利等国签署了多份大额军购订单，正在成为海湾地区一支重要的海军力量。

## 历史
1971年，卡塔尔获得独立，独立时没有任何海军舰队。到1992年，卡塔尔海军为一支700人的小规模部队。当时其拥有三艘法制战斗3型导弹艇，以执行边防卫队和海岸警卫队的任务。1992年，卡塔尔海军向英国订购了4艘巴赞级巡逻艇，可携带飞鱼导弹。
近年来，卡塔尔埃米尔海军开始增加预算以进行海军现代化建设。其战略目标已经从打击走私和恐怖主义活动，转向建设一支能够进行现代化海战的力量，特别是保护对卡塔尔至关重要的海上石油平台。2014年，卡塔尔向土耳其订购了17艘攻击快艇。2017年，卡塔尔与意大利芬坎蒂尼集团签订了军购订单，采购一艘大型直升机航母、四艘多哈级护卫舰、两艘近海巡逻艇。

## 海军基地
目前，卡塔尔埃米尔海军拥有五个海军基地：
- 宰阿因海军基地，2019年启用，为最大的海军基地，以及海岸警卫队最大的总部。[5][6]
- 多哈海军基地，为海军总部所在地。
- 哈鲁尔岛（英语：Halul Island）海军基地。
- 拉斯阿布阿布德（英语：Ras Abu Aboud）海军基地。
- 哈马德港（英语：Hamad Port）海军基地。

卡塔尔于2019年建立了Mohammed bin Ghanem Al-Ghanim海军学院。

## 舰艇
卡塔尔埃米尔海军目前的主要舰艇如下：
| 级别                             | 产地       | 舰名                                                          | 排水量     | 备注                   |
| 船塢登陸艦                       | 船塢登陸艦 | 船塢登陸艦                                                    | 船塢登陸艦 | 船塢登陸艦             |
| 埃爾－富克（Al-Fuk）級船塢登陸艦 | 義大利     | 阿爾福克號                                                    | 8,800 噸   |                        |
| 护卫舰                           | 护卫舰     | 护卫舰                                                        | 护卫舰     | 护卫舰                 |
| -------------------------------- | ---------- | ------------------------------------------------------------- | ---------- | ---------------------- |
| 多哈级护卫舰                     | 義大利     | 祖巴拉号(F101)达姆萨号(F102)艾可号(F103)苏迈西玛号(F104)      | 3250吨     | 首舰2021年入役         |
| 近海巡逻舰                       |            |                                                               |            |                        |
| Musherib级近海巡逻舰             | 義大利     | Musherib号（Q61）Sheraouh号（Q62)                             | 745 吨     | 首舰2021年入役         |
| ARES150大力神级                  | 土耳其     | QC901QC902                                                    | 245 吨     | [ 12 ]                 |
| 快速攻击艇                       |            |                                                               |            |                        |
| 战斗3型导弹艇                    | 法國       | Damsah号 (Q01)Al Ghariyah号 (Q02)Rbigah号 (Q03)               | 425 吨     | 导弹艇，首舰1982年入役 |
| 巴赞级巡逻艇                     | 英国       | Barzan号 (Q04)Huwar号 (Q05)Al Udied号 (Q06)Al Deebeel号 (Q07) | 380 吨     | 导弹艇，首舰1996年入役 |
| MRTP16级                         | 土耳其     |                                                               |            |                        |
| MRTP34级                         | 土耳其     |                                                               |            |                        |
| MRTP24/U级                       | 土耳其     |                                                               |            |                        |